# Секерень (Молдова)
Секерень (рум. Secăreni) — село у Гинчештському районі Молдови. Адміністративний центр однойменної комуни, до складу якої також входять села Корнешть та Секереній-Ной.

## Населення
За даними перепису населення 2004 року у селі проживали 663 особи.
Національний склад населення села:
| Національність   | Кількість осіб | Відсоток   |
| ---------------- | -------------- | ---------- |
| молдавани румуни | 660 2          | 99,5% 0,3% |
| українці         | 1              | 0,2%       |
| Всього           | 663            | 100%       |